# I Don’t Care (singel Angeli Vii)
I Don’t Care to popowy utwór napisany i wyprodukowany przez Davida Franka i Steve'a Kipnera – autorów przeboju "Genie in a Bottle" – na debiutancki album Angeli Vii zatytułowany Angela Via i wydany w 2000 roku.
"I Don’t Care" był skierowany na fanów Britney Spears, po sukcesie singla i albumu ...Baby One More Time.

## Spis utworów
Singel CD
1. "I Don’t Care"
2. "A Good Time"
3. "Picture Perfect" (music video)

Maxi Singel
1. "I Don’t Care"
2. The Stickmix
3. Soul Solution Uptempo Radio Mix
4. Soul Solution Mix Show Edit
5. Soul Solution Extended Club Mix
6. 912 Dub
7. Soul Solution Bonus Beats
8. "Picture Perfect" (Teledysk)

## Notowania
| Notowanie (2000)                 | Najwyższa pozycja |
| -------------------------------- | ----------------- |
| U.S. Billboard Hot Singles Sales | 74                |

## Wersja Delty Goodrem
Delta Goodrem wydała własną wersję utworu jako swój debiutancki singel. Piosenka odniosła zaledwie umiarkowany sukces i nie znalazła się na debiutanckim albumie artystki. Sam krążek jest bardzo rzadko spotykany, a jego cena na eBayu wynosi ok. 150$. Pomimo całkowitego zapomnienia przez fanów, utwór był śpiewany przez Goodrem na jej trasie koncertowej z 2005 roku, The Visualise Tour.

## Teledysk
Teledysk do utworu posiada dość proste tło. Pokazuje on niesforną Goodrem uciekającą z domu, aby spotkać się z jej buntowniczym chłopakiem. Zabiera on artystkę na przejażdżkę motorem do lasu, gdzie przewiązuje jej oczy opaską. Kiedy Goodrem zdejmuje opaskę, jest otoczona wstążkami zwisającymi z gałęzi – jest to niespodzianka przygotowana przez chłopca. Klip jest poprzecinany scenami, w których piosenkarka tańczy w świetle świątecznych lampek oraz na polu w zbożu.

## Spis utworów
1. "I Don’t Care"
2. "I Don’t Care" (The Down & Low on Not Caring)
3. "I Don’t Care" (Hype Music remix)
4. "Here I Am"

## Notowania
| Notowanie (2001)                | Najwyższa pozycja |
| ------------------------------- | ----------------- |
| Australijska ARIA Singles Chart | 64                |